# Petite rue des Dentelles
La petite rue des Dentelles (en alsacien : Kleinspitzegass) est une rue de Strasbourg qui va du no 88 de la Grand'Rue jusqu'à l'angle de la rue des Dentelles. Elle rejoint la place Benjamin-Zix à la hauteur de l'église méthodiste de Sion. À l'entrée du quartier touristique de la Petite France, c'est une rue piétonne.

## Toponymie

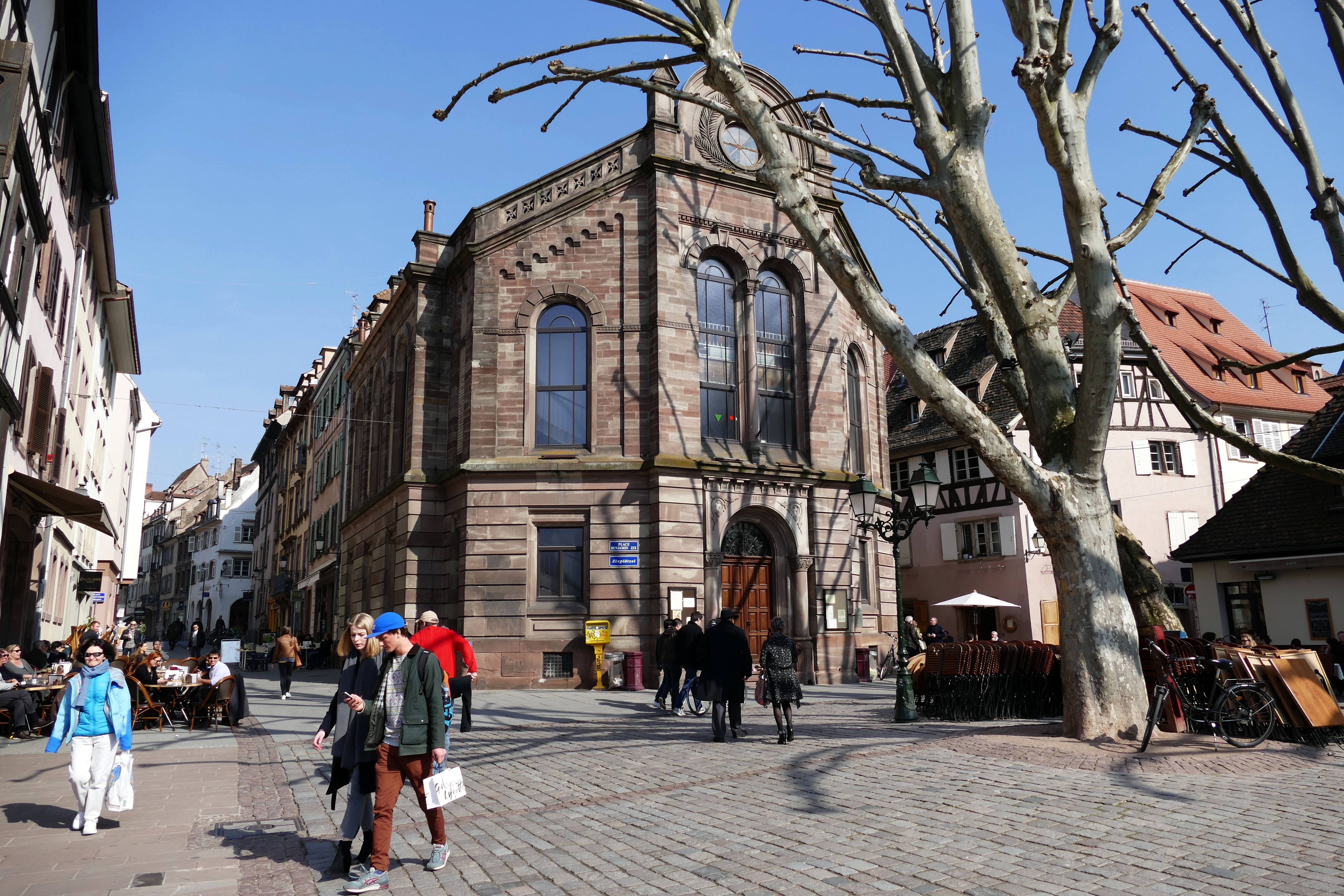
À droite, la petite rue des Dentelles débouchant sur la place Benjamin-Zix le long de l'église de Sion et formant l'angle avec la rue des Dentelles.

La voie a porté successivement différents noms, en allemand ou en français : Zu der Spizzen (vers 1200), petite rue des Dentelles (1856) rue des Dentelles (1858), Kleine Spitzengasse (1872), petite rue des Dentelles (1918), Kleine Spitzengasse (1940), petite rue des Dentelles (1945).
La dénomination Kleine Spitzengasse permet de la distinguer de la Grosse Spitzengasse, aujourd'hui rue des Dentelles.

## Histoire
Dans la petite rue des Dentelles, comme dans la rue des Dentelles, il n'y a pas eu de dentellières. Ces voies doivent leur nom à la corruption du mot allemand Spitze (pointe) employé à propos de l'angle que formaient ces deux rues le long de l'Ill et du fossé des Tanneurs, comblé depuis.
Le no 3, dont une façade donne aujourd'hui sur la rue du Fossé-des-Tanneurs, parallèle, appartenait à des tanneurs au XVIIe siècle. Le serrurier Victor Laugel la fait reconstruire en 1856. Un bar-restaurant y ouvre en 1996.